# Nubien im Mittelalter

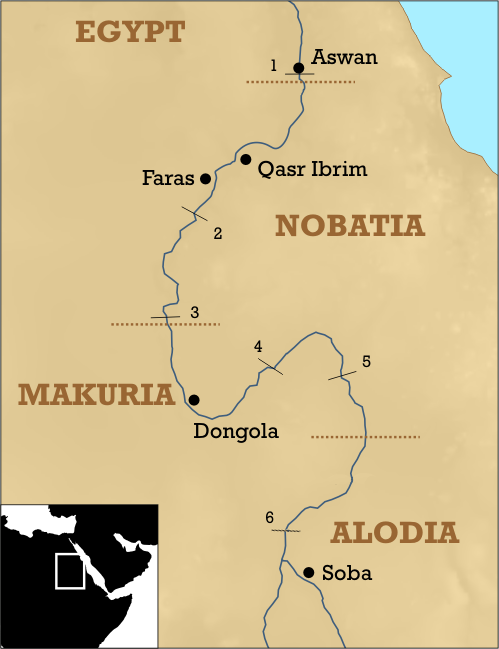
Nubien im Mittelalter

Die Geschichte Nubiens und Sudans im Mittelalter wird vor allem durch die die christlichen Reiche von Makuria und Alwa (Alodia) bestimmt. Obwohl diese Reiche nie wirklich vergessen waren, hat sich die Forschung erst seit den 1960er Jahren verstärkt um sie gekümmert. Ein Auslöser für dieses erwachte Interesse am christlichen Nubien war die 1961 begonnene Ausgrabung auf dem Siedlungshügel (Kom) von Faras, bei der die reich mit christlichen Motiven ausgemalte Kathedrale von Faras freigelegt wurde. Diese Entdeckung demonstrierte das hohe Niveau der Kunst und Kultur im mittelalterlichen Nubien.

## Vorgeschichte
Nach dem Zerfall des meroitischen Reiches im 4. Jahrhundert n. Chr. entstanden in der Spätantike wohl gleich darauf folgend drei Nachfolgestaaten, die in vielem meroitische Traditionen fortsetzten. Nur die Geschichte des nördlichsten dieser Staaten (Nobatia) kann bisher in groben Zügen verfolgt werden. In der Mitte lag das Reich von Makuria und ganz im Süden Alwa. Im 6./7. Jahrhundert wurden diese Reiche christianisiert, wobei zunächst Nobatia und Alwa der monophysitischen, Makuria der melkitischen Glaubensrichtung angehört haben sollen. Im Laufe des siebten Jahrhunderts wurde jedoch auch Makuria kirchlich-konfessionell Teil des Patriarchats von Alexandria der Kopten. In dieser Zeit kam das Nubische als Schriftsprache in Gebrauch, geschrieben in koptischen Buchstaben mit einigen Abwandlungen. Die Hauptsprache der christlichen Liturgie in Nubien blieb jedoch stets das Griechische.

## Die christlichen Reiche
Nobatia ist schon im Verlauf des 6. Jahrhunderts, kurz nach der Christianisierung eine Provinz von Makuria geworden. Ob diese Einverleibung militärisch oder friedlich geschah, ist unbekannt. Die Hauptstadt von Makuria war Dongola, das sich im Folgenden zu einer bedeutenden christlichen Stadt entwickelte. Es gab mehrere reich geschmückte Kirchen, Klöster und Paläste.
Das Reich von Makuria erstreckte sich vor allem in Unternubien bis in etwa der Gegend vom 5. Nilkatarakt. Südlich davon schloss sich das Reich von Alwa an. Dessen Südausdehnung ist unbekannt. Die südlichste Kirche fand sich bei Khalil al-Kubra, ca. 40 km südlich von Sannar. Die Ost- und Westausdehnungen beider Reiche ist unbekannt, Außenposten bestanden jedoch in den Steppengebieten im Südwesten und wirtschaftliche Beziehungen bis ins heutige Darfur.
Die Wirtschaftsgrundlage der christlichen Reiche war sicherlich die Landwirtschaft, wobei das Fruchtland am Nil, vor allem im Norden Sudans nie sehr breit war und deshalb keine große Bevölkerung unterhalten konnte. Nur im Süden, in Alwa ist mit größeren Anbauflächen zu rechnen.

## Das Ende der christlichen Reiche
Das Ende von Makuria begann im 13. Jahrhundert. Eine der letzten nubischen Kirchen war ein kleines, aus Lehmziegeln errichtetes Gebäude in Kulubnarti (130 Kilometer flussaufwärts von Wadi Halfa), das in das 13. oder 14. Jahrhundert datiert wird. Viele Details sind von arabischen Historikern überliefert, doch macht es noch immer Schwierigkeiten, ein Gesamtbild zu entwerfen. Seit Mitte des 13. Jahrhunderts gibt es immer mehr arabische Angriffe auf Nubien. Die Sultane in Ägypten versuchten anscheinend immer mehr Einfluss auf Makuria zu gewinnen. Es kam nie zu Eroberungen, doch scheinen diese dauernden Kriege das Land ausgezehrt zu haben.